# Schizoglossum linifolium
Schizoglossum linifolium är en oleanderväxtart som beskrevs av Rudolf Schlechter. Schizoglossum linifolium ingår i släktet Schizoglossum och familjen oleanderväxter. Inga underarter finns listade i Catalogue of Life.